# エヌ・エー・シー
株式会社エヌ・エー・シー（N・A・C）は、大阪市中央区に本社を置く、日本の芸能事務所である。
系列事務所に、セグンドソル（SEGUNDO SOL）がある。

## 概要
- 沿革：1964年2月28日設立。

## 主な所属タレント
- 瀬川菊之丞
- 宮嶋麻衣
- 大八木凱斗
- しまずい香奈
- 細田龍之介

## かつて所属していた俳優、女優
※印は故人。
- 浅川みゆ起[1]
- 浅野進治郎[1]※
- 天草四郎[2]※
- 天田俊明[3]
- 鮎川浩[1]
- 安藤三男※[4]
- 池田秀一[5]（現所属：東京俳優生活協同組合）
- 石川冷[5]
- 石田信之※（最終所属：アイ コンティネンス）[3]
- 石田守衛[1]※
- 石山勝巳[1]
- 石山健二郎[5]
- 磯村千花子[1]
- 市村昌治[5]
- 伊藤久哉[5]
- 稲吉靖司[2]
- 稲葉まつ子[1]
- 植木まり子[5]
- うえずみのる[3]
- 上野綾子[5]
- 江見俊太郎※[5]
- 小笠原弘※[3]
- 小倉雄三※[3]
- 大下哲矢[1]（フリー）
- 大村千吉※[3]
- 鹿島信哉[2]
- 川野耕司[5]
- 岸井あや子[5]
- 岸旗江[5]※
- 北川恭子[5]
- 北川陽一郎[5]（劇団道主宰）
- 木田三千雄※[3]
- 清川新吾[5]
- 邦創典※[3]
- 久野四郎※[6]
- 紅理子[5]
- 黒部進[5]
- 栗田八郎[3]
- 小園蓉子[5]
- 小高まさる[5]
- 佐伯徹[6]
- 幸田宗丸※[3]
- 酒井昭[3]
- ささきいさお[6]
- 佐々木剛[3]
- 桜田千枝子[1]
- 桜井良子[1]
- 五月晴子[1]
- 品川隆二[5]
- 下村節子[3]
- 白木万理[1]
- たうみあきこ[1]
- 高須賀夫至子[5]
- 高杉玄※[7]
- 高松政雄[1]
- 武内文平[1]
- 竹田光裕[5]
- 多田幸雄[5]
- 田崎潤※[1]
- 田島義文※[1]
- 玉川良一[5]
- 辻伊万里[1]
- 津路清子[5]
- 筑紫あけみ※[1]
- 津野哲郎[1]
- 露原千草[5]
- 所雅樹[5]
- 内藤綱男[1]
- 中田譲治（現所属：大沢事務所）[3]
- 永谷悟一※[1]
- 長門勇[6]※
- 二階堂有希子[1]
- 西尾三枝子[1]
- 西川敬三郎※[3]
- 西田昭市[1]
- 野口ふみえ[1]
- 野口元夫[1]※
- 橋本菊子[6]※
- 林由里[5]
- 伴大介（現所属：アイ コンティネンス）[3]
- 広田正光[5]※
- 福山象三[5]※
- 舟橋元[5]
- 古谷一行[5]※
- 炎加世子[1]
- 堀越節子※[1]
- 堀雄二[6]※
- 本間文子[5]※
- 槇ひろ子[5]
- 増田順司[5]※
- 松尾文人※[3]
- 松風はる美[1]
- 松本朝生[3]
- 三上剛（三上剛仙）[3]
- 水木襄[6]※
- 三井恒[3]
- 三原有美子[1]
- 美波節子[1]
- 三宅邦子[1]
- 宮口二郎※[3]
- 睦五郎[6]※
- 宗近晴見[5]
- 森次晃嗣[1]（現所属：オスカープロモーション 個人事務所「森次晃嗣事務所」も設立している）
- 山崎猛[1]※
- 山本正明[1]※
- 若尾義昭（現所属：希楽星）[3]